# Letselschaderegelaar
Een letselschaderegelaar is iemand die meestal een juridische opleiding heeft gevolgd, maar geen advocaat is. Anderzijds kan diegene ook een ex-advocaat zijn die uit de Nederlandse Orde van Advocaten is gestapt. Hij werkt bij een letselschadebureau en is de bemiddelaar voor mensen die letselschade hebben opgelopen. Een letselschaderegelaar werkt ook weleens onder een no-cure-no-paycontract.
Erkende letselschaderegelaars zijn aangesloten bij het Nederlands Instituut van Schaderegelaars (NIS) of het  Nederlands Instituut van Register Experts (NIVRE). Letselschaderegelaars die zijn ingeschreven bij het NIVRE en aan de gestelde opleidingseisen voldoen, mogen zich Register-Expert (afgekort: re) personenschade noemen. De titel van Register-Expert is beschermd en mag achter de naam gevoerd worden. Voor schaderegelaars is de titel Register-Expert de hoogste kwalificatie van vakbekwaamheid. Schaderegelaars in opleiding tot Register-Expert en die voldoen aan de daaraan gestelde eisen, staan geregistreerd als "Kandidaat Register-Expert".
Register-Experts personenschade worden in het normale taalgebruik vaak aangeduid als letselschade-expert of letselschadespecialist.
Letselschaderegelaar is een vrij beroep en sommige werken als zelfstandige of op freelance basis, als ze niet in loondienst zijn bij een letselschadebureau. Toch zijn er steeds meer letselschadebureaus die aan keurmerken zoals het Keurmerk Letselschade voldoen en/of aangesloten zijn bij De Letselschade Raad.

## Letselschaderegelaars
- Yme Drost